# Ганс-Карл Косбадт
Ганс-Карл Косбадт (нім. Hans-Karl Kosbadt; 15 грудня 1917, Варнемюнде — 13 січня 1943, Середземне море) — німецький офіцер-підводник, оберлейтенант-цур-зее крігсмаріне.

## Біографія
3 квітня 1937 року вступив на флот. З жовтня 1939 року Ч офіцер роти 2-го морського навчального дивізіону. В серпні 1940 року переданий в розпорядження морського гарматного дивізіону в Мюнстерлагері і служби ВМС в Болоньї. З 16 жовтня 1940 по 29 березня 1941 року пройшов курс підводника. З 30 березня 1941 року — офіцер взводу 2-го навчального дивізіону підводних човнів. З 10 червня 1941 року — 1-й вахтовий офіцер на підводному човні U-94, на якому взяв участь у чотирьох походах.
З 4 травня по 2 червня 1942 року пройшов курс командира човна, після чого був направлений на будівництво U-224. З 20 червня 1942 року — командир U-224, на якому здійснив 2 походи (разом 65 днів у морі). 13 січня 1943 року U-224 був виявлений у західній частині Середземного моря західніше Алжира канадським корветом типу «Флавер» «Віль де Квебек» та потоплений глибинними бомбами і тараном. 1 матрос вцілів, інші 45 членів екіпажу загинули.
Всього за час бойових дій потопив 2 кораблі загальною водотоннажністю 9535 тонн.
| Дата              | Назва корабля | Тип               | Тоннаж | Вантаж                                                                                           | Екіпаж | Загинули | Країна | Конвой |
| ----------------- | ------------- | ----------------- | ------ | ------------------------------------------------------------------------------------------------ | ------ | -------- | ------ | ------ |
| 29 жовтня 1942    | Bic Island    | Торговий пароплав | 3,921  | 4430 тонн продуктів харчування і державних запасів                                               | 165    | 165      | Канада | HX-212 |
| 12 листопада 1942 | Buchanan      | Торговий теплохід | 5,614  | Мазут у спеціальних цистернах, 5000 мішків пошти США і палубний вантаж (літаки і десантні баржі) | 73     | 0        | Панама |        |

## Звання
- Кандидат в офіцери (3 квітня 1937)
- Морський кадет (21 вересня 1937)
- Фенріх-цур-зее (1 травня 1938)
- Оберфенріх-цур-зее (1 липня 1939)
- Лейтенант-цур-зее (1 серпня 1939)
- Оберлейтенант-цур-зее (1 вересня 1941)

## Нагороди
- Нагрудний знак підводника (16 жовтня 1941)
- Залізний хрест
  - 2-го класу (16 жовтня 1941)
  - 1-го класу (3 квітня 1942)